# Opsiscattleya
× Opsiscattleya, (abreviado Opsct) en el comercio, es un híbrido intergenérico entre los géneros de orquídeas Cattleya × Cattleyopsis. Fue publicado en Orchid Rev. 93(1101, cppo): 8 (1985).